# E-Justice (Deutschland)
Unter E-Justiz bzw. E-Justice (englisch electronic justice; auch elektronischer Rechtsverkehr) versteht man den Einsatz von IT-Verfahren innerhalb der Justiz und zwischen Organen der Justiz, der öffentlichen Verwaltung und Privatpersonen. E-Justice ist Teil des E-Governments. Der Begriff „eJustice“ ist diffus und lediglich als Oberbegriff, manchmal vielleicht auch als Schlagwort, benutzbar. Letztlich beschreibt er die Bemühungen der Rechtsprechung als dritter Staatsgewalt um eine vollelektronische Kommunikation und Aktenführung. Letztlich handelt es sich also um einen Sammelbegriff von Einzelaspekten des Einsatzes von Informationstechnologie bei der Erledigung von Justizaufgaben. Neben den einzelnen Prozessen von „eJustice“, wie der elektronischen Kommunikation oder der elektronischen Aktenführung, müssen daher auch Querschnittsaufgaben und Grundlagenfragen wie die Arbeitsorganisation im digitalen „Workflow“, die IT-Sicherheit oder der Datenschutz zum „eJustice“ im weitesten Sinne gezählt werden. Im Übrigen dürfen „eJustice“-Prozesse nicht nur aus gerichtlicher Sicht betrachtet werden oder nur aus anwaltlicher oder behördlicher Sicht, sondern auch stets übergreifend zur Realisierung eines größtmöglichen gemeinsamen Nutzens im Interesse des rechtsuchenden Bürgers. Hierher gehören beispielsweise sehr weitgehende Bestrebungen zur Formalisierung und Strukturierung der Justizkommunikation.

## Elektronische Kommunikation
Dabei ist zu unterscheiden zwischen Kommunikation, die bestimmten formellen gesetzlichen Grundlagen zu genügen hat, und sonstiger, informeller Kommunikation.

### Formgebundene Kommunikation
In Deutschland wurden bereits durch das „Gesetz zur Anpassung der Formvorschriften des Privatrechts und anderer Vorschriften an den modernen Rechtsverkehr“ vom 13. Juli 2001 die einzelnen Prozessordnungen geändert und damit der Grundstein für die formgebundene E-Justice gelegt. Zwischenzeitlich sind durch das Gesetz zur Förderung des elektronischen Rechtsverkehrs mit den Gerichten weitergehende Schritte zur teilweise verpflichtenden Einführung der elektronischen Kommunikation mit dem Gericht Gesetz geworden. Bei der formgebundenen Kommunikation hat eine weitere Unterteilung zwischen der Kommunikation vom Rechtsanwender zum Gericht (gerichtlicher Posteingang) und der Kommunikation des Gerichts zum Rechtsanwender (gerichtlicher Postausgang bzw. elektronisches Zustellungsrecht) stattzufinden.

#### Formgebundene Kommunikation an das Gericht (gerichtlicher Posteingang)
Bürger und Rechtsanwälte können ihre Schriftsätze und andere Erklärungen auch in elektronischer Form beim zuständigen Gericht einreichen. Eine zusätzliche Nachreichung auf Papier ist dann nicht notwendig. Allerdings muss die elektronische Kommunikation mit dem einzelnen Gericht noch durch eine besondere Rechtsverordnung erlaubt werden. Ab dem 1. Januar 2018 wird dieses Regel-Ausnahmeverhältnis umgekehrt. Der elektronische Rechtsverkehr ist dann kraft Gesetzes für alle deutschen Gerichte eröffnet. Die Details der Kommunikation, insbesondere die zugelassenen Dateiformate, regelt dann die Elektronischer-Rechtsverkehr-Verordnung – ERVV.
Gemäß § 130a ZPO (in der Fassung ab 1. Januar 2018; entsprechendes gilt für die wortgleichen § 65a SGG, § 55a VwGO und § 52a FGO) können elektronische Dokumente über das Elektronische Gerichts- und Verwaltungspostfach (EGVP) oder einen sicheren Übermittlungsweg gem. § 130a Abs. 4 ZPO bei Gericht eingereicht werden. Die Vorschrift bezieht sich nach ihrem Wortlaut explizit nicht nur auf schriftformbedürftige Dokumente, sondern auf sämtliche Einreichungen (schriftlich einzureichende Auskünfte, Aussagen, Gutachten, Übersetzungen und Erklärungen Dritter).
Während bei einer Einsendung über das EGVP eine qualifizierte elektronische Signatur (qeS) stets erforderlich ist (Abs. 3 1. Var.), kann bei Einreichungen aus einem sicheren Übermittlungsweg gem. § 130a ZPO auf die Anbringung einer qeS verzichtet werden; dann genügt eine einfache Signatur (bspw. der maschinenschriftliche Namenszug oder eine eingescannte Unterschrift).
Die Nutzung eines sicheren Übermittlungswegs macht es erforderlich, dass die den Schriftsatz verantwortende Person selbst (bspw. der postulationsfähige Rechtsanwalt) den Sendevorgang vornimmt.
In beiden Fällen muss die Einreichung unter Nutzung eines durch die Rechtsverordnung gem. § 130a Abs. 2 Satz 2 ZPO zugelassenen Dateiformats erfolgen. Gemäß § 2 ERVV ist als Dateiformat grundsätzlich eine durchsuchbare (d. h. texterkannte) PDF-Datei zugelassen. Falls eine sachgerechte Umwandlung in PDF nicht möglich ist, kann (neben der PDF-Datei) auch eine Bilddatei im Format TIFF mitübersandt werden.
Die Empfangseinrichtung des Gerichts wird dabei in jedem Fall als elektronisches Gerichtspostfach bezeichnet. Eine automatisch generierte Antwort bestätigt den Zugang des Dokuments bei Gericht.
Probleme bereitet auch die Akzeptanz durch die Rechtsanwender und dabei insbesondere Rechtsanwälte. Sie werden durch die Vielzahl von Anforderungen und praktische Probleme bei der Nutzung von E-Justice verunsichert. Die Hersteller von Anwaltssoftware sind zudem äußerst zurückhaltend in der Umsetzung des elektronischen Rechtsverkehrs in ihre Produkte. Teilweise verlangen die Gerichte zudem eine vorherige Anmeldung zu ihrem Service. Einigermaßen erfolgreich ist daher bislang nur der elektronische Rechtsverkehr am Bundesgerichtshof (BGH). Dies ist zum einen durch den frühen Start des Projektes im November 2001 und zum anderen durch die ohnehin geringe Anzahl von zugelassenen Rechtsanwälten beim Bundesgerichtshof (insg. nur 31 Anwälte, wovon eine einstellige Zahl von Rechtsanwälten ständig elektronisch Schriftsätze beim BGH einreicht) bedingt.
Praktische Probleme bei der Einreichung von elektronischen Dokumenten bei Gerichten führten bislang (soweit ersichtlich) nicht zu entsprechenden prozessualen Beschlüssen oder Entscheidungen. Die wissenschaftliche Durchdringung des Themas lässt zudem noch zu wünschen übrig. Hauptsächlich umstritten ist auf Grund des unklaren Wortlauts des Gesetzes bislang, ob durch eine Elektronische Signatur Authentizität und Integrität des Schriftsatzes sicherzustellen sind.

#### Vom Gericht ausgehende formgebundene Kommunikation (gerichtlicher Postausgang / elektronisches Zustellungsrecht)
Der gerichtliche elektronische Postausgang beruht auf § 174 Abs. 3 ZPO. An Verfahrensbeteiligte, an die gem. § 174 Abs. 1 ZPO durch Empfangsbekenntnis zugestellt werden kann, und an solche, die ausdrücklich einer elektronischen Zustellung zugestimmt haben, kann das Gericht Dokumente in digitaler Form übermitteln. Hierbei ist das Gericht auf die gem. § 130a ZPO zugelassenen Übertragungswege beschränkt.
Wo keine förmliche Zustellung erforderlich ist, spricht aber nichts dagegen einerseits § 174 Abs. 3 ZPO entsprechend anzuwenden, andererseits auch die zugelassenen Übermittlungswege ebenso wie konsensual faktisch weitere bestehende Übermittlungswege (insbesondere das EGVP) zu nutzen, solange die Erfordernisse des Datenschutzes und der IT-Sicherheit dabei gewährleistet sind.
Fristen
Zustellungen erfolgen im elektronischen Rechtsverkehr gem. § 174 Abs. 3 ZPO stets (nur) gegen Empfangsbekenntnis. Zustellungsurkunden erfordern auch weiterhin den postalischen Weg. Eine elektronische Zustellungsurkunde ist derzeit im elektronischen Rechtsverkehr nicht vorgesehen. Der Beginn des Fristlaufs ist deshalb – wie in der analogen Welt – vom sog. „voluntativen Element“ des Empfangsbekenntnisses, d. h. vom Zeitpunkt der gewillkürten Kenntnisnahme des Dokuments abhängig. Es ist also willentlich steuerbar. Die Zustellung "gegen Empfangsbekenntnis" gem. § 174 ZPO setzt – neben der Zustellabsicht des Versenders – nämlich voraus, dass ein tatsächliches Empfangsbekenntnis erfolgt. Der Adressat muss vom Zugang des Schriftstücks deshalb (nicht nur) Kenntnis erhalten, sondern zudem entscheiden, ob er es als zugestellt ansieht. Die Äußerung des Willens, das Schriftstück anzunehmen (Empfangsbereitschaft) ist – anders als etwa bei einer Zustellung durch den Gerichtsvollzieher – zwingende Voraussetzung einer wirksamen Zustellung. Das Verfahrensrecht selbst verpflichtet den Rechtsanwalt nicht zu einer Rücksendung des EB. Nimmt der Anwalt ein in seinen Machtbereich gelangtes Schriftstück also nicht entgegen oder weist er seine Bekanntgabe auf dem Wege der Übermittlung durch die Post mit Empfangsbekenntnis sogar zurück, so ist es nicht zugestellt und eine Frist hierdurch nicht in Lauf gesetzt. Erst wenn er die Bekanntgabe als Zustellung akzeptiert – was allerdings keine inhaltliche Kenntnisnahme von dem Schriftstück voraussetzt –, kann ein Fristlauf beginnen. Unterbleibt die Rücksendung grundlos, kann sie verfahrensrechtlich nicht erzwungen werden. Die Rücksendung des Empfangsbekenntnisses ist ein Willensakt hinsichtlich dessen nur standesrechtlich eine anwaltliche Mitwirkungspflicht besteht.
Das elektronische Empfangsbekenntnis (eEB)
Gem. § 174 Abs. 4 Satz 3 – 5 ZPO dient dem Nachweis der Zustellung auf elektronischem Wege ab dem 1. Januar 2018 das elektronische Empfangsbekenntnis (eEB). Es ist vom Zustellungsempfänger in strukturierter maschinenlesbarer Form zu übermitteln. Hierfür ist ein vom Gericht mit der Zustellung zur Verfügung gestellter strukturierter Datensatz zu nutzen. Den Aufbau dieses Datensatzes, das sog. Schema, gibt das xJustiz-Fachmodul XJustiz.EBB vor, das im Folgenden näher vorgestellt wird. Der Nachweis der Zustellung im elektronischen Rechtsverkehr durch ein "konventionelles Empfangsbekenntnis" ist ab dem 1. Januar 2018 nicht mehr vorgesehen.
Unterschied zwischen konventioneller und elektronischer Übersendung / sog. „Acknowledgement-Datei“
Ein Unterschied zwischen der postalischen Zustellung und der per Fax oder per EGVP besteht jedoch in der Sichtbarkeit des tatsächlichen Zugangszeitpunkts. Bei der postalischen Zustellung ist der tatsächliche Zugangszeitpunkt (mit Ausnahme der Übersendung per Einschreiben mit Rückschein) nicht erkennbar. Beim Telefaxversand ist jedenfalls durch das Sendeprotokoll der Versandzeitpunkt dokumentiert – was aber nicht den Zugang beweist; dieser kann durch bspw. einen Defekt auf der Gegenseite (Papierstau, leerer Toner etc.) oder die Versendung an eine falsche Gegenstelle dennoch unterblieben sein.
Bei der elektronischen Versendung per EGVP kann jedoch auch im Nachhinein noch der genaue Zeitpunkt – sekundengenau – ermittelt werden, zudem das elektronische Dokument im Machtbereich des Empfängers eingegangen ist. Dieser Machtbereich ist letztlich ein Server – der sog. Intermediär – auf den vom Absender die übermittelten Dateien in einem verschlüsselten (OSCI-)Nachrichtencontainer abgelegt werden und sodann vom Empfänger ohne vorherige Entschlüsselung abgeholt werden. Über den Eingang auf dem Intermediär erhält der Absender eine automatische Empfangsbestätigung, die den Absender, den Empfänger, den Betreff und – sekundengenau – das Ende des Empfangsvorgangs auf dem Intermediär ausweist (sog. „Acknowledgement-Datei“).

### Formfreie Kommunikation
Dokumente oder Nachrichten, durch die keine Rechte oder Pflichten begründet werden, können in der Regel formfrei kommuniziert werden. In diese Kategorie fallen Terminabsprachen und ähnliches. Aus datenschutzrechtlichen Gründen verbietet sich auch insoweit die Kommunikation mittels unverschlüsselter E-Mail. In der Praxis werden auch in der formfreien Kommunikation ausschließlich die Übermittlungswege des § 130a ZPO (EGVP bzw. die sicheren Übermittlungswege) verwendet.

### Mahnbescheide
In Mahnverfahren nach § 688ff. ZPO gab es bereits seit etwa 1980 elektronische Verfahren für Großgläubiger, bei denen die Daten jedoch physisch auf Magnetband oder anderen Datenträgern angeliefert wurden.
Dieses Verfahren zur Geltendmachung von Ansprüchen auf Geldzahlungen war bereits in Papierform durch Formularzwang weitgehend standardisiert und bot sich daher für die maschinelle Bearbeitung an.
Daneben ist es jedermann möglich, Mahnbescheide online zu beantragen („Barcode-Verfahren“).
Gemäß § 702 Abs. 2 ZPO (§ 690 Abs. 3 ZPO alte Fassung) dürfen Rechtsanwälte Mahnanträge ausschließlich auf elektronischem Wege einreichen. Außer mit dem Barcode-Verfahren ist dies durch Schnittstellen der verwendeten Anwaltssoftware zum Elektronischen Gerichts- und Verwaltungspostfach (EGVP) möglich.
Das EGVP ist eine Art E-Mail-Programm für die technisch und rechtlich zuverlässige Kommunikation mit Gerichten und Behörden. Die Unterschrift wird hierbei durch zertifizierte Signaturkarte nebst Persönliche Identifikationsnummer ersetzt (Elektronische Signatur). Bei der Übertragung per EGVP gewährleistet das OSCI-Protokoll eine verschlüsselte und zuverlässige Übertragung.

### Registergerichte
Anmeldungen zur Eintragung ins Handels-, Genossenschafts- und Partnerschaftsregister müssen in elektronischer Form erfolgen. Beim Vereinsregister können sie es, es ist jedoch auch noch die Papiereinreichung zulässig. Für das Handelsregister wurde die elektronische Einreichung aufgrund einer EG-Richtlinie 2007 verpflichtend eingeführt, womit dieses Register in Deutschland eine Vorreiterrolle beim elektronischen Rechtsverkehr in Deutschland übernahm. Die weitere Sachbearbeitung erfolgt seitdem auch unmittelbar in elektronischer Form, da die Dokumente in den seit 2001 im Einsatz befindlichen Fachverfahren RegisSTAR und AUREG bis zur Eintragung bearbeitet werden können.
Die §§ 8 bis 12 HGB und die HRV beschreiben bezüglich des Handelsregisters die rechtlichen Voraussetzungen und technischen Details des elektronischen Workflows für die hierzu erforderlichen elektronischen Informations- und Kommunikationssysteme:
- Übernahme der von den Notaren digitalisierten, signierten und elektronisch übermittelten Anmeldungen und sonstigen elektronischen Dokumente;
- Erfassung der für die Eintragung relevanten Stammdaten;
- Eintragung und Bekanntmachung der Tatsachen;
- Online-Beauskunftung des Inhalts der Eintragungen und der zum Handelsregister eingereichten Dokumente.

Bei den anderen drei Registern gelten ähnliche Regelungen.
Die elektronische Einreichung zum Handelsregister erfolgt nach § 12 HGB mittels Elektronischem Gerichts- und Verwaltungspostfach. Inzwischen ist auch der Einsatz von De-Mail zulässig. Für Privatpersonen, die z. B. nur eine Gesellschafterliste zum Registergericht einreichen müssen, ist dies eine vergleichsweise komfortable Lösung, da in dem Fall weder die Installation kostenpflichtiger Software noch eine qualifizierte elektronische Signatur erforderlich ist.

## Justizinterne Vorgänge
Der bisher beschriebene Bereich der Kommunikation ist nur ein Aspekt von E-Justice. Justizintern erfasst E-Justice insbesondere auch die elektronische Aktenführung mit den Folgeproblemen der Langzeitarchivierung von elektronischen Akten. Drucken Gerichte, Behörden oder Kanzleien die elektronischen Posteingänge nicht schlicht aus, sondern verarbeiten sie parallel elektronisch weiter, wird dies als „elektronischer Geschäftsprozess“ bezeichnet. Hierzu gehört das Vorhalten des elektronischen Dokuments für einen späteren – ebenfalls möglichst elektronischen – Versendeprozess an einen Dritten, den Prozessgegner oder den Mandanten und auch die Weiterverarbeitung des Dokuments an sich, dadurch es gespeichert und weitergehend genutzt wird; bspw. in einer elektronischen Akte, zum Herauskopieren von Textpassagen oder zur Nutzung in Strukturierungswerkzeugen.
Grundlagen der Führung elektronischer Gerichtsakten
Die gerichtlichen Prozessordnungen enthalten keine zusammenhängenden Regelungen über die Führung von Prozessakten bei den Gerichten. Die Führung von ebensolchen wird als selbstverständlich vorausgesetzt, bspw. § 299 ZPO. Die Bundesländer konkretisieren die Einzelheiten zur Aktenführung jedoch in Aktenordnungen (AktO), die als Verwaltungsvorschriften erlassen werden.
Die Führung elektronischer Prozessakten ist seit dem Justizkommunikationsgesetz aus dem Jahr 2005 möglich, bspw. § 298a ZPO. Die Einführung erfolgt durch eine Bundes- bzw. Landesrechtsverordnung. Die elektronische Aktenführung kann dabei auf einzelne Gerichte beschränkt werden. Die Länder haben bislang nur sehr vereinzelt in wenigen Pilotgerichten von dieser Möglichkeit Gebrauch gemacht.
Die Aktenordnungen des Bundes und der Länder sind derzeit noch auf die Führung von Papierakten ausgerichtet. Eine umfassende Überarbeitung wird Voraussetzung einer erfolgreichen, insbesondere auch effizienten, flächendeckenden Einführung sein.
Elektronische Doppelakte
Liegt – bspw. aufgrund der nahezu ausschließlichen Verwendung elektronischer Kommunikationskanäle – der Aktenbestand neben der (verbindlichen) Papierform auch elektronisch im Computer vor, wird von einer „elektronischen Doppel- oder eDuplo-Akte“ gesprochen.
Es handelt sich dabei letztlich um ein rechtlich irrelevantes Werkzeug für den Bearbeiter, mit dem er die sog. „Mehrwerte“ einer elektronischen Vorgangsbearbeitung nutzen kann, ohne die Investitionen zu tätigen, die für den vollständigen Verzicht auf eine Papierakte erforderlich sind.
Notwendig ist allerdings, dass auch die elektronische Doppelakte den Anforderungen an eine sichere Datenhaltung genügt, insbesondere diese vor unbefugten Veränderungen geschützt ist, andernfalls wird sie wertlos, weil man sich auf ihren Inhalt nicht verlassen kann. Im Übrigen unterliegt auch die elektronische Doppelakte selbstverständlich dem Datenschutz. Für jede elektronische Doppelakte muss daher sichergestellt sein, dass sie vor der Kenntnisnahme durch Dritte geschützt ist und, dass – im Sinne des Grundsatzes der Datensparsamkeit – ein Löschkonzept besteht, um nicht unbegrenzt auf Vorrat Daten als Doppel evtl. schon vernichteter Papieroriginale vorzuhalten. Spätestens mit dem Ablauf der gesetzlichen Aufbewahrungspflichten für die Papierakte ist auch das elektronische Doppel zu vernichten.
Führende elektronische Gerichtsakten
Schließlich bezeichnet der Begriff der „führenden elektronischen Akte“ eine Arbeitsplatzsituation, in der die Papierakte entweder nicht mehr existent ist oder jedenfalls nicht mehr verbindlich und damit auch nicht mehr verlässlich vollständig ist. Rechtlich verbindlich ist nun die elektronische Akte. Führende elektronische Akten sind in der Praxis derzeit nur an einzelnen Gerichten in Pilotprojekten eingeführt. Durch die zwischenzeitlich massenweise elektronische Kommunikation mit den Gerichten und den Verpflichtungen zur elektronischen Kommunikation durch das eJustice-Gesetz von 2013 spätestens ab dem 1. Januar 2022 ist die Entwicklung hin zur elektronischen Aktenführung – trotz teilweise lauter Widerstände – praktisch unausweichlich. Spätestens zum 1. Januar 2026 wird deshalb in allen Gerichtszweigen die elektronische Gerichtsakte kraft Gesetzes eingeführt. Die bisher freiwillige und kaum umgesetzte Möglichkeit zur Einführung der eAkte ist dann verpflichtend. Dies bestimmt das Gesetz zur Einführung der elektronischen Akte in der Justiz und zur weiteren Förderung des elektronischen Rechtsverkehrs.